# Judith Quiñones
Judith Quiñones Miranda (Catavi, 1º dicembre 1953) è un'ex cestista boliviana.

## Carriera
Con la Bolivia ha disputato i Campionati mondiali del 1979.